# Grekiska viner
Grekiska viner har en mycket lång historia. I dagens Grekland tillverkas många sorters vin, men mest känt är det vita vinet Retsina som får en mycket speciell karaktär genom att kåda från Aleppotall tillsätts vinet. Grekland är också som vinland känt för att använda traditionella inhemska druvor snarare än de sorter som vanligen förekommer i andra vinländer.
Enligt de gamla grekerna var Dionysos vinets gud. Dionysos, som var son till konungadottern Semele och till Zeus, var ursprungligen extasens och fruktbarhetens gud, men har senare även kommit att betraktas som vinets gud i den grekiska mytologin.

## Vinets historia
Den grekiska mytologin och arkeologiska fynd från antiken visar att vin odlats under lång tid. Det verkar som att vingårdar som producerade vindruvor för vin först odlades i Centralasien och därifrån spreds de till Mellanöstern. Grekerna var ett av de första europeiska folken att producera vin. Enligt arkeologiska bevis odlades vinrankor först i norra Grekland under 4000 år f.Kr. medan det har blivit konstaterat med säkerhet att vin producerades 2000 år f.Kr. Homeros nämner det stora antal existerande vinsorter och lovordar det inte bara som en trevlig dryck utan också som en medicin. Hesiodos beskriver olika sätt att göra vin på. Antika greker främjade vinproducering väldigt mycket. Varje stad kunde stoltsera med sitt eget vin, medan de mest kända kom från Thassos, Chios, Kos, Rhodos, Euboea, Thera, Kreta, Cypern, Myrtelene, Naxos och Thrakien.
Under antiken dracks vin utspätt med vatten av både kvinnor och barn. Den andel som Hesiodos rekommenderade var tre delar vatten till en del vin. Dessutom dracks vin annorlunda än vad som är fallet idag. Under symposium till exempel åtföljdes inte huvudrätten av vin, utan vinet kom efteråt tillsammans med söta desserter, så kallade tragemata (torkad frukt, sötmandel, honungspajer). De antika grekerna verkar inte ha druckit vin för att bli berusade. Under symposium diskuterade deltagarna filosofiska problem i timtals i ett eget valt ämne. Platon kompilerade sin mest kända filosofiska dialog drickande vin i symposium. Han skrev: "Vin försonar dig med dig själv". Enligt den grekiska mytologin var det vinguden Dionysos som lärde grekerna att tillverka vin. När Dionysos jagades av Hera, Zeus fru, och tog skydd vid ett berg, uppfostrades han av nymferna i en grotta full av vilda vinrankor. När han växte upp tvingade Heras ilska honom att vandra över hela jorden varpå han lärde ut allt han kunde om vinrankor och vin. Under hans vandringar följde nymfiska menader honom samt en stor grupp av satyrer. Menaderna höll stavar dekorerade med murgröna och vinranksblad och kom i extas dansande på ett vildsint sätt. Satyrerna deltog i den livliga lagspringningen och dansade och jagade nymferna. Guden med sitt följe gav folket som välkomnade honom av sitt söta vin för att förnöja dem och för att de skulle trivas. Emellertid straffades de som inte accepterade honom, genom att han kunde förorsaka mani med sitt vin och leda dem till ytterligheter. Detta ska visa att av vin i lagom mängder mår man bättre, men i för stora mängder leder det till katastrofal mani. Dionysos lärde själarna det korrekta sättet att använda dessa presenter och straffade dem som vägrade ta emot dem eller gick över de satta gränserna. De flesta grekiska regionerna satte därmed igång att odla vin och dyrkade guden, eftersom människor genom berusning och de vanvettiga danserna kunde befria sig själva från oro och känna sig fria.

## Olika viner
Vinerna som grekerna gillade mest var starka och söta viner med många kryddor (kanel, timjan och liknande). Samtidigt gjorde de vin från andra frukter så som äpplen i form av cider, päron i form av apitis, kvitten i form av kydonitis, fikon i form av sykitis och granatäpplen i form av roditis. Ganska ofta spädde de ut vinet med vatten, då de ansåg att detta var ett bra sätt att få vinet att hålla längre. Av samma anledning hade de i tallbark för att skapa det mest kända grekiska vinet, Retsina. Detta vin förvarades sedan i lerkrukor eller i speciella stora urnor i vilka de exporterade dem. Handfästet på dessa urnor var stämplat med information om kapacitet, kvalitet, ålder och varifrån produkten härrörde.

## Modern vinproduktion

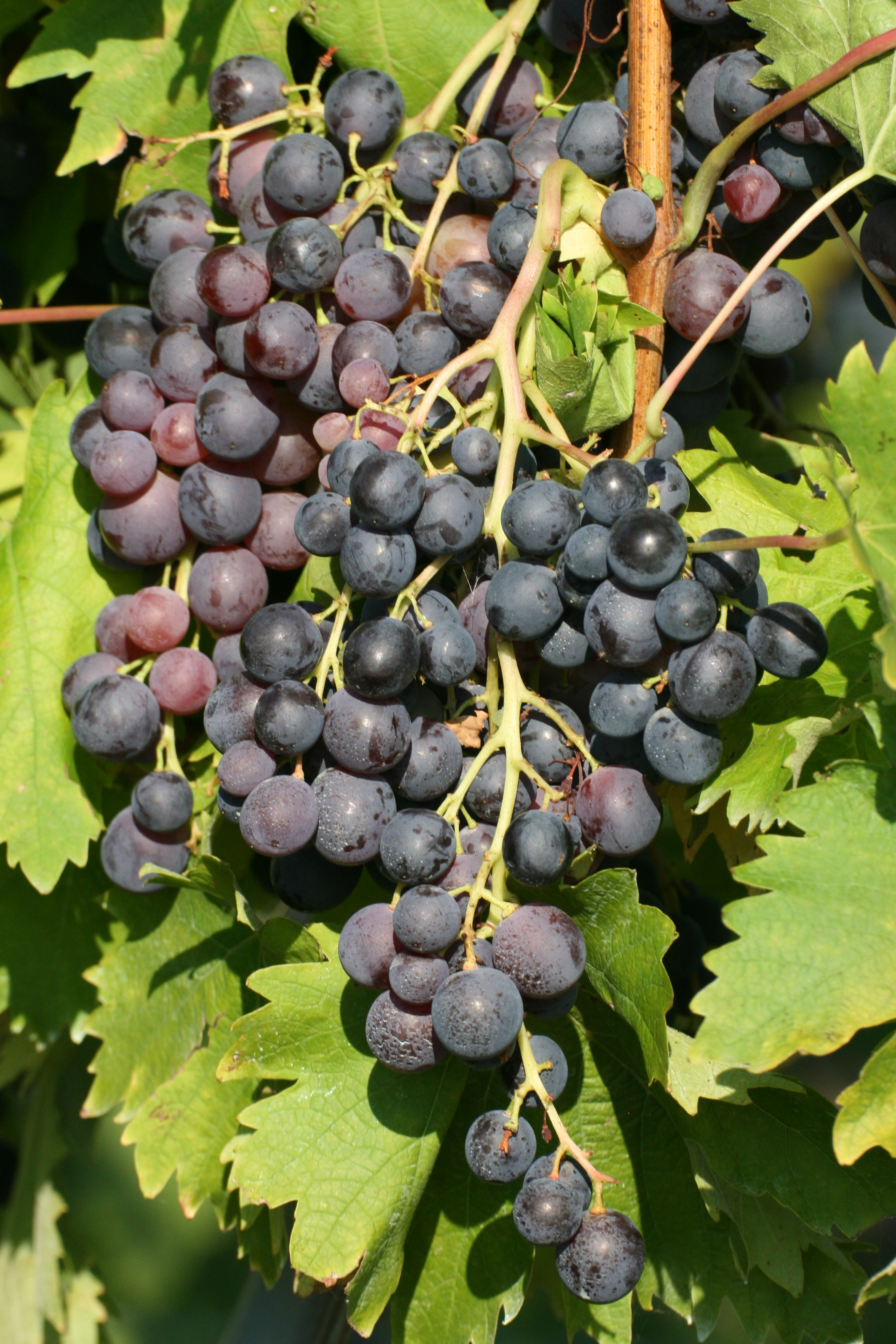
Muskatdruvor

Det moderna Grekland fortsätter att producera stora mängder vin. 200 000 familjer över hela Grekland arbetar med vinframställning, och de producerar tillsammans 500 miljoner liter vin om året, i totalt 360 vinfabriker. En stor del av detta exporteras utomlands och anses vara av hög kvalitet. Enligt reglerna får ungefär 20 grekiska regioner producera viner med beteckningen Appellation of Higher Quality (Benämning av högre kvalitet). Variationen av grekiska viner är väldigt stor på grund av den stora skillnaden i markens beskaffenhet i de olika områdena.
Thrakien, det mest kända området under antiken för deras produktion av det kända vinet av Thassos, producerar idag ett begränsat antal viner som är undermåliga de från andra regioner. Makedonien har dock några av de mest utmärkta grekiska vinerna, exempelvis naoussa (mörkrött, kraftigt vin) och topikos agioritikos, som är ett rött och vitt vin producerat i munkklosterna på berget Athos. Traditionen att göra vin på Athos startade 1000 år f.Kr. då de första munkklostrena etablerades på halvön, eftersom vin var en grundingrediens i munkarnas kost och användes också i terapeutiska syften. I Attika i Grekiska fastlandet produceras en stor mängd vita viner. På grekiska fastlandet odlas även vindruvor av sorten savatiano, som används bland annat för att göra retsina.
Peloponessos är den vinregion i Grekland med den största mångfalden. Här odlas bland annat muscat, som är söta vita viner med smak av sorten muskat. På flera öar i Grekland odlas viner för vinframställning. På Samos produceras ett ryktbart, sött, aromatiskt vin av muskat som odlas på höjder upp till 800 meter. På Santorini odlas högkvalitetsviner, då odlingen gynnas av öns vulkaniska berggrund. På både Rhodos och Kreta produceras många viner, bland annat daphnes som har odlats sedan antiken.

## Vinregioner

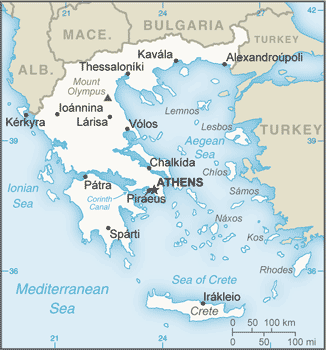
Karta över Grekland

- Trakien - Greklands nordligaste vindistrikt.
- Makedonien - Ett distrikt inom Grekland, ej att förväxla med landet med samma namn.
- Peloponnesos - Greklands viktigaste vinregion. Legenden om Nemea, som talar om hur vinet uppstod ur Herkules blod, härstammar från Peloponnesos.
- Sterea Ellas - Grekiska fastlandet.
- Joniska öarna
- Egeiska öarna - mest kända för det mycket fina söta starkvinet Samos från ön med samma namn.
- Kykladerna - med alla de många öarna, till exempel Paros och Naxos producerar några av Greklands främsta viner.
- Kreta - producerar en del söta viner.